# Malklipptjärnen
Malklipptjärnen är en sjö i Örnsköldsviks kommun i Ångermanland och ingår i Husåns huvudavrinningsområde. Sjön är 8,3 meter djup, har en yta på 0,0558 kvadratkilometer och befinner sig 250,4 meter över havet. Sjön avvattnas av vattendraget Kallån.

## Delavrinningsområde
Malklipptjärnen ingår i det delavrinningsområde (705855-164670) som SMHI kallar för Ovan None. Medelhöjden är 261 meter över havet och ytan är 6,48 kvadratkilometer. Det finns inga avrinningsområden uppströms utan avrinningsområdet är högsta punkten. Kallån som avvattnar avrinningsområdet har biflödesordning 3, vilket innebär att vattnet flödar genom totalt 3 vattendrag innan det når havet efter 55 kilometer. Avrinningsområdet består mestadels av skog (91 procent). Avrinningsområdet har 0,14 kvadratkilometer vattenytor vilket ger det en sjöprocent på 2,2 procent.